# Oberjustizamt des Eisenbergs
Das Oberjustizamt des Eisenbergs (1814–1816 Oberamt) war von 1814 bis 1850 eine Gerichts- und Verwaltungseinheit im Fürstentum Waldeck mit Sitz in Korbach. 

## Geschichte
Am 28. Januar 1814 erließ Fürst Georg Heinrich eine Verfassung, das Organisationsedikt. In dieser oktroyierten, das heißt ohne Mitwirkung der Stände oder des Volkes zustande gekommenen Verfassung, wurde eine Neugliederung der Fürstentümer Waldeck und Pyrmont in vier Oberämter geregelt, die die bisherigen Ämter ablösen sollten. Nun bestanden in Waldeck drei Oberämter, das der Diemel (Arolsen), das des Eisenberges (Korbach) und das der Eder (Wildungen). Hinzu kam noch das Oberamt Pyrmont. Innerhalb dieser Oberämter bildeten jeweils zwei Justizbeamte und ein Sekretär das Oberamts-Justizgericht als erste Instanz. Die Patrimonialgerichte und die Stadtgerichte wurden aufgehoben. De facto wäre damit eine Trennung von Verwaltung und Justiz erreicht gewesen. Das Oberamt des Eisenbergs bestand aus den bisherigen Ämtern Eisenberg und Lichtenfels sowie den Städten Korbach, Sachsenberg und Fürstenberg.
Diese Regelung rief unter den Waldeckschen Ständen einen Sturm des Protestes hervor. Der Präsident der Landstände Carl Friedrich von Dalwigk war Wortführer der Opposition, die sich letztlich durchsetzte. 1814 und 1815 fanden Landstände (Deputationstage) nach altem Recht statt. Ergebnis der Verhandlungen zwischen Fürst und Ständen war die Landständische Verfassungsurkunde für das Fürstentum Waldeck vom 19. April 1816, der sogenannte Landesvertrag. Darin wurde geregelt, dass nun fünf Oberämter eingerichtet wurden. Die Justizbeamten erhielten zusätzlich die Aufgaben der Polizeiverwaltung, so dass die Trennung zwischen Verwaltung und Justiz wieder aufgehoben wurde. Auch bestanden die Patrimonialgerichte weiter. Auf Ebene der Oberämter wurden für die Finanzverwaltung Oberamts-Rentereien eingerichtet. Eines dieser fünf Oberämter war das Oberjustizamt des Eisenbergs. Es bestand in dem Umfang des bisherigen Oberamts fort. An der Spitze stand nun ein Oberjustizbeamter, dem ein Sekretär beigegeben wurde.
Mit der Märzrevolution 1848/49 wurde die Trennung von Verwaltung und Justiz als Teil der Märzforderungen neu diskutiert. Das reformierte Staatsgrundgesetz vom 23. Mai 1849 regelte im Titel VII „von der richterlichen Gewalt“ diese Trennung. Für das ehemalige Oberamt des Eisenbergs war dies das Kreisgericht Korbach.
Auf der unteren Ebene erfolgte die Trennung von Justiz und Verwaltung mit dem Gerichtsverfassungsgesetz vom 5. Juni 1850. Für jeden der vier neu geschaffenen Kreise wurde ein Kreisgericht geschaffen (drei für Waldeck und eines für Pyrmont). Diese übernahmen die richterlichen Aufgaben der Oberämter.
Mit der Kreisordnung von 1850 entstanden drei Landkreise für die Verwaltungsaufgaben: den Kreis der Eder (Sitz in Wildungen), den Kreis des Eisenbergs (Sitz in Korbach) und den Kreis der Twiste (Sitz in Mengeringhausen, ab 1857 in Arolsen).

## Oberjustizbeamte
- Christian Ludwig Severin (1814)
- Wolrad Carl Friedrich Kleinschmit (1814–1816)
- Friedrich Carl Kleinschmit (1816–1828)
- Eduard August Hagemann (1829–1850)